# Bayramcha
Bayramcha (en ucraniano: Байрамча) es un pueblo ucraniano perteneciente al óblast de Odesa. Situado en el suroeste del país, es parte del raión de Bíljorod-Dnistrovski y del municipio (hromada) de Uspénivka.

## Toponimia
Hasta 2024, el nombre oficial del lugar fue Mikolaivka-Novorosiska (en ucraniano: Миколаївка-Новоросійська; en ruso: Николаевка-Новороссийская), aunque también tiene otros nombres de importancia histórica (en rumano: Bairamcea). 

## Geografía
El pueblo está situado a orillas del río Jayider, 23 km al noreste de Sarata y 95 km al suroeste de Odesa.  

## Historia
Alrededor de 1807, en el lugar del pueblo actual, hubo un asentamiento de los tártaros seminómadas de Budyak. La región había pasado a formar parte de la gobernación de Besarabia dentro del Imperio ruso en 1812 y fue colonizado por agricultores ucranianos, rumanos y rusos.El 16 de diciembre de 1856, el pueblo, que hasta entonces se llamaba Bayramcha, recibió el nombre de Mikolaivka-Novorosiska.Según el censo de 1897, el 34,79% de la población eran judíos y el pueblo tenía dos sinagogas, ambas jasídicas. Al igual que en muchos lugares del Imperio ruso, se produjeron pogromos contra los judíos.
Durante la guerra civil rusa, se declaró República Democrática de Moldavia en 1917 y se anexionó voluntariamente al reino de Rumania ese mismo año.
Bayramcha fue entregada a la Unión Soviética con el pacto Ribbentrop-Mólotov, incorporada al raión de Bolgrado del óblast de Izmaíl. El 29 de julio de 1941, Bayramcha fue tomada por tropas germano-rumanas durante la operación Barbarroja de la Segunda Guerra Mundial, volviendo a manos soviéticas en 1944. 
En 2023, el grupo de trabajo de la Comisión Nacional de Estándares Lingüísticos Estatales incluyó a Mikolaivka-Novorosiska en la lista de asentamientos en Ucrania que pueden renombrarse como parte de las campañas de descomunización y la derusificación en Ucrania. El nombre elegido fue el nombre antiguo de Bayramcha, aprobado en la Rada Suprema el 19 de septiembre de 2024.

## Demografía
La evolución de la población de Bayramcha entre 1859 y 2001 fue la siguiente:
| 857                                                           | 1044 | 2817 | 1238 | 1218 |
| (Fuente: Cities & Towns of Ukraine y UKRAINE: Größere Städte) |      |      |      |      |

Según el censo de 2001, la lengua materna de la mayoría de los habitantes, el 82,92%, es el ucraniano; del 14,04%, el ruso; del 1,81%, el rumano; y del búlgaro, del 1,61%.

## Infraestructura

### Transporte
La autovía M05, que conecta Odesa y Reni, pasa por el pueblo.

## Personas ilustres
- Elena Cernei (1924-2000): mezzosoprano rumana de destacada actuación internacional.